# Campos (kommun i Spanien)
Campos är en kommun i Spanien. Den ligger i den autonoma regionen Balearerna i östra delen av landet. Antalet invånare är 12 163 (2024). Campos ligger på ön Mallorca.